# 东代郡
东代郡，中国北魏时设置的郡。
魏孝文帝太和年间设置东代郡，治所在代县（今河北省蔚县东二十里代王城），下辖代县、平舒县。属于燕州（治所在广宁，今河北省涿鹿县西）。魏孝明帝孝昌二年（526年）之后六镇之乱，废除东代郡。